# Bolitoglossa occidentalis

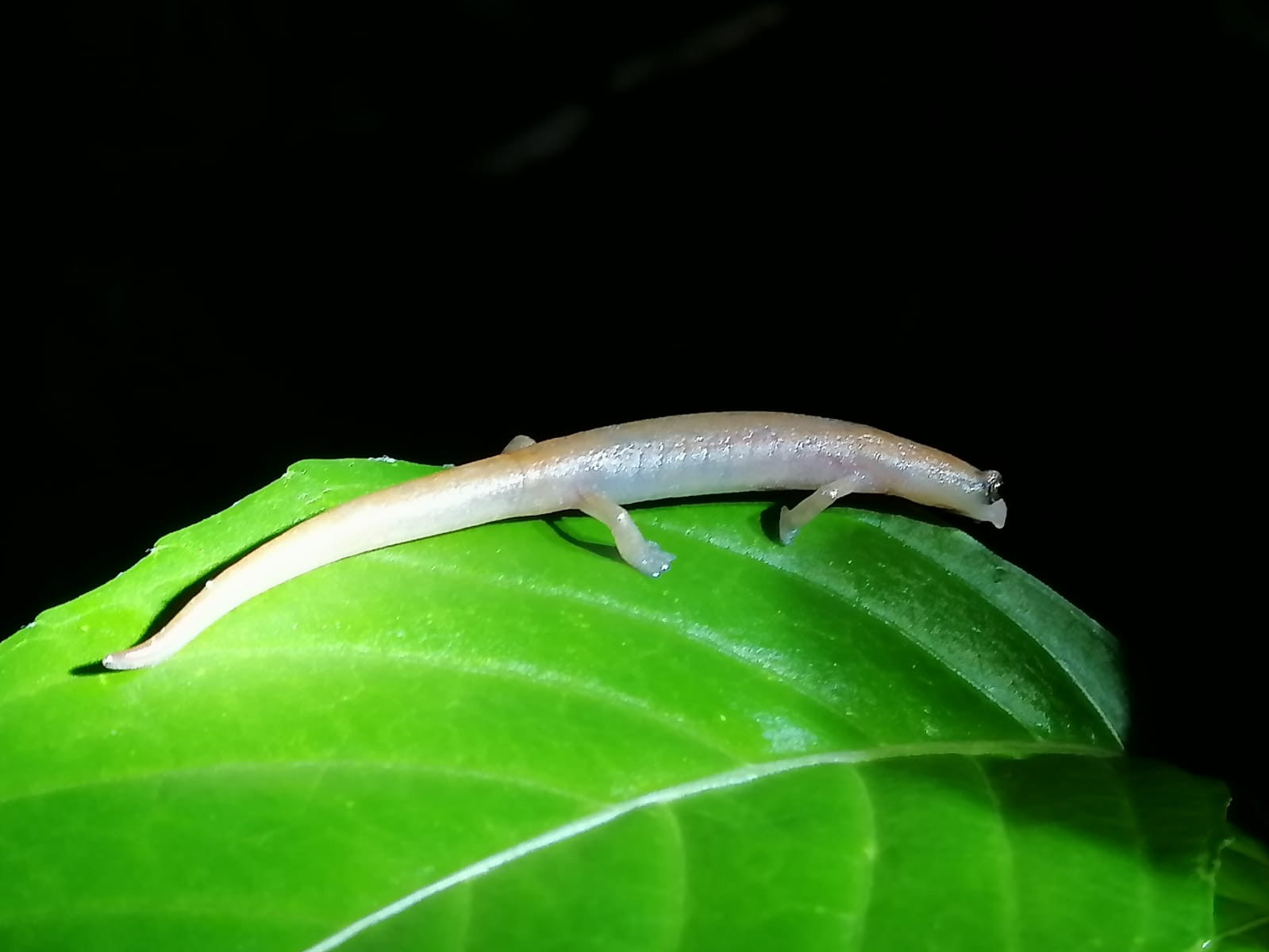
Bolitoglossa occidentalis, salamandra encontrada en Guatemala

La salamandra lengua de hongo occidental (Bolitoglossa occidentalis) es una especie de salamandras en la familia Plethodontidae.
Habita en Guatemala, Honduras y sur de México.
Su hábitat natural son bosques húmedos tropicales o subtropicales a baja altitud, los montanos húmedos tropicales o subtropicales, zonas de cultivo y las plantaciones .
Está ligeramente amenazada debido a la destrucción de su hábitat.